# Birgitt Ory

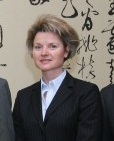
Birgitt Ory 2009

Birgitt Ory (* 1964 in Lübeck) ist eine deutsche Diplomatin. Sie war von September 2019 bis Juli 2022 Botschafterin in Nigeria.

## Leben
Nach dem Abitur 1983 in Neustadt in Holstein studierte Birgitt Ory von 1984 bis 1989 Politikwissenschaften, Kommunikation und Deutsche Literatur an der Ludwig-Maximilians-Universität München. Sie schloss dieses Studium mit einem Magister artium ab. Ory ist verheiratet und hat zwei Kinder.

## Laufbahn
1990 trat Birgitt Ory in den Auswärtigen Dienst ein und begann die Attachéausbildung in Bonn. 1991/92 folgte ein Studium an der École nationale d’administration und am Quai d’Orsay in Frankreich. Bevor sie 1993 als stellvertretende Botschafterin an die Deutsche Botschaft in Phnom Penh ging, hatte sie von 1992 bis 1993 im Referat Wirtschaft und Humanitäre Hilfe im Auswärtigen Amt in Bonn gearbeitet.
1995 wechselte sie in den Leitungsstab des Auswärtigen Amts. Es folgte ab 1998 eine Aufgabe im Referat Politik: Sicherheitsrat, Afrika bei der Ständigen Vertretung der Bundesrepublik Deutschland bei den Vereinten Nationen in New York. 2001 wechselte Ory zurück nach Deutschland und war zunächst im Bundespräsidialamt im Referat Auswärtige Politik tätig, bevor sie 2004 im Auswärtigen Amt die Leitung des Referats Multilaterale Kooperation Asien übernahm.
Von 2008 bis 2011 war sie Generaldirektorin des Deutschen Instituts Taipei. Es folgten Verwendungen im Auswärtigen Amt als Referatsleiterin Südostasien, Pazifik (2011–2016), Referatsleiterin Internationale Wirtschaftsbeziehungen (2016–2018) und Büroleiterin im Büro der Staatsministerin Michelle Müntefering. Ab September 2019 war Birgitt Ory Botschafterin in der Deutschen Botschaft Abuja. Im Juli 2022 wurde sie von Annett Günther abgelöst und kehrte in das Auswärtige Amt zurück. Sie wurde dort Beauftragte in der Wirtschaftsabteilung.

## Quelle
- Lebenslauf. In: Webseite der Deutschen Botschaft in Nigeria. Archiviert vom Original am 26. Oktober 2020; abgerufen am 4. September 2020.

| Vorgänger           | Amt                                                        | Nachfolger        |
| ------------------- | ---------------------------------------------------------- | ----------------- |
| Bernhard Schlagheck | Botschafter in Nigeria 2019–2022                           | Annett Günther    |
| Detlef Boldt        | Generaldirektorin des Deutschen Instituts Taipei 2008–2011 | Michael Zickerick |